# 神風特攻隊 (雞尾酒)

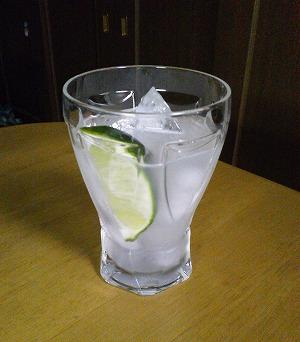
神風特攻隊

神風特攻隊（Kamikaze）是一款來自美國的經典伏特加調酒，因其口感辛辣，如二戰日軍的神風特攻隊帶給美國人像自殺攻擊一般的衝擊感而得名。如今在線上資料庫中存在數十種變體，包括有些會添加蔗糖。